# Islote Kayangel
El islote Kayangel es el nombre que recibe un islote que forma parte del atolón de Kayangel, del estado de Kayangel de Palaos. 

## Otros nombres
Es conocido por los nombres alternativos de:
| - A Bad - Chiangel - Gajangeru To - Kadjangle - Kajangeru-tō - Kajangle - Kapangle - Kianguel - Kreiangel - Malanglang | - Ngcheangel - Ngcheangle - Ngajangel - Ngajargel - Ngardilong - Ngardims - Ngeiangel - Nggeiangel - Nghyangel |